# Spilogona setilamellata
Spilogona setilamellata är en tvåvingeart som först beskrevs av Huckett 1932.  Spilogona setilamellata ingår i släktet Spilogona och familjen husflugor. Inga underarter finns listade i Catalogue of Life.